# Orestiada
Orestiada (griechisch Ορεστιάδα [ɔrɛˈstjaða] (f. sg.), älter auch Orestias Ὀρεστιάς, türkisch Kumçiftliği) ist die nördlichste Gemeinde Griechenlands. Sie wurde 2010 durch Eingemeindung der zuvor selbständigen Gemeinden Kyprinos, Trigono und Vyssa in ihrer heutigen Form geschaffen.

## Geografische Lage
Orestiada ist die nördlichste Stadt Griechenlands. Die Stadt liegt zwei Kilometer westlich des Evros, der hier die Grenze zur Türkei bildet. Oriestiada liegt 23 km südlich von Edirne etwa 64 km südwestlich vom griechisch-türkisch-bulgarischen Dreiländereck, 110 km nördlich von Alexandroupoli, etwa 20 km nördlich von Didymoticho und 460 km entfernt von Thessaloniki. Orestiada liegt an der GR-51/E85, die früher durch die Stadt führte, heute aber einen Kilometer westlich verläuft.

## Gemeindegliederung
Das Gebiet der Gemeinde entspricht dem der Provinz Orestiada, die bis 1997 bestand. Sitz der Gemeinde und größter Gemeindebezirk ist die Kleinstadt Orestiada mit rund 18.500 Einwohnern. Weitere Siedlungen auf dem Gemeindegebiet sind die Kleinstadt Nea Vyssa (2805 Ew.) und die Dörfer Dikea (561 Ew.), Fylakio (595 Ew.) und Kyprinos (806 Ew.).

## Dörfer der Gemeinde
Dörfer, die zum Gemeindebezirk Orestiada gehören, sind Nea Vyssa, Thourio, Neo Chimonio, Valtos, Ambelakia, Patagi, Lepti, Neochori, Sakkos, Sterna, Kyprinos, Amovouno, Rizia, Pentalofos, Ambelakia, Fylakio, Spileo, Dikea, Kanadas, Ormenio und Petrota.

### Nea Vyssa
Die anhand der Einwohnerzahl größte Ortschaft der Gemeinde ist Nea Vyssa (gr.:Νέα Βύσσα). Die Neugründung der Ortschaft, und damit den Zusatz "Nea" hat der Ort Vyssa durch den Vertrag von Lausanne und dem damit einhergehenden Populationsaustauch bzw. Umsiedlungen zwischen Griechenland und der Türkei im Jahr 1923 erhalten. Die alte Ortschaft Vyssa, welche zur damaligen Zeit Wosnohori hieß und auf der gegenüberliegenden Flussseite des Evros in der Nähe von Edirne lokalisiert war, ist für den Anbau von Salaten und Gemüse bekannt gewesen, welche von den Einwohnern in den Märkten von Edirne vertrieben wurden. Bis zur heutigen Zeit ist die Haupteinnahmequelle der Einwohner der Anbau von verschiedenen Gemüsearten. In den letzten Jahren hat Knoblauch mit der Herkunft aus Nea Vyssa in Nordgriechenland Bekanntheit erlangt.

### Rizia
Der Ort Rizia (gr.:Ρίζια) befindet sich 20 Kilometer nördlich von Orestiada und liegt direkt am Nebenfluss des Evros, dem Ardas. Diese Lage führt zur jährlichen Ausrichtung des "Jugendfestivals Ardas", welches nationale Beachtung findet, und dem jährlichen Kulturfest des Maises. In ungefähr 600 Metern Entfernung von Rizia und am nordöstlichen Ortsrand, dem Gebiet, welches "Tsagia" genannt wird, wurden in den Jahren 1987–1989 archäologische Ausgrabungen durchgeführt, welche beweisen, dass das Gebiet bereits im 9. und 8. Jahrhundert v. Chr. besiedelt worden war. Die archäologischen Arbeiten brachten einen Tumulus zu Tage der einen Querschnitt von 30 Metern und eine Höhe von 7 Meter hat. Der Boden dieser Grabstätte ist aus Holz. Weitere Funde waren keramische und hölzerne Karaffen und Behälter. In der Nähe des Tumulus hat man eine Grabstätte aus der Zeit von 190 bis 211 n. Chr. gefunden. In dieser fand man eine rechteckige Vertiefung mit verbrannten Wänden, welches auf ein Feuerbegräbniß schließen lässt, da man auch Reste des Verstorbenen gefunden hat. Weiterhin fand man innerhalb dieser Grabvertiefung gläserne Vasen, Eisennägel und einen Tisch aus Ton sowie zwei Kupfermünzen, von denen eine aus Adrianopel und der Epoche des Septimius Severus (193–311 n. Chr.) stammt. Auf der einen Seite der Kupfermünze ist der Kopf des Kaisers und auf der anderen die Drei Flüsse Evros, Ardas und Tountza mit dem Schriftsatz Adrianopel versehen. Grabmäler der alten Dorfkirche, welche Datierungen aus den Jahren 1800 bis 1850 aufweisen, zeigen, dass der Ort mindestens seit dem Jahr 1800 besteht. Im Jahr 1815 erhielt das Dorf eine Ikone der Heiligen Erzengel Michael und Gabriel von den Bewohnern des Ortes Karagac. Diese Ikone machte aus dem Dorf einen Wallfahrtsort, wo jeden Winter zum 8. November, Leute zur Anbetung der Ikone kommen. Rizia wurde im Balkankrieg vollkommen zerstört. So waren Häuser, die Schule und die Kirche vollkommen verbrannt, infolge dessen 1914, 16 Familien aus dem Ort flohen. In Rizia kamen um 1920 ca. 18 Griechische Flüchtlingsfamilien aus Adrianopel und fanden eine neue Heimat. Im Zweiten Weltkrieg vereinigen sich die meisten Bürger der Ortschaft, flüchteten in die Berge und führten einen Partisanenkrieg gegen die deutschen Besatzer.

### Neo Chimonio
Das Dorf Neo Chimonio (gr.:Νέο Χειμώνιο), welches ausschließlich von vertriebenen Arvaniten des Ortes Megalo Zaloufi gegründet worden ist, liegt 6 Kilometer südlich von Orestiada. Der Ort ist östlich von der Eisenbahnstrecke und westlich von der Nationalstraße 51 flankiert. Der Ort hat einen direkten Zugang zu den Agrarflächen der Evros-Ebene, welche auch die Haupteinnahmequelle der Bewohner darstellt. In Neo Chimonio hat die Polizei von Orestiada in der alten Grundschule ihr Quartier eingerichtet. Die Wellness-Oase "Cataract" mit den Pools und Spielplätzen sowie einem Event-Restaurant zieht vor allem im Sommer viele Gäste der ganzen Gemeinde.

### Ormenio
Ormenio (gr.:Ορμένιο) ist der nördlichste bewohnte Ort Griechenlands. Das Dorf war in der byzantinischen Epoche eine bedeutende Stadt namens Germiano (gr.:Τζερμιάνο). Im Jahr 1371 fand eine entscheidende Schlacht des Oströmischen Reiches gegen die Osmanen statt, wo die christlichen Nationen, vertreten von Serben, Bulgaren und Griechen gegen die Osmanen verlor. Die Schlacht ist bekannt, als Schlacht an der Mariza.

### Pentalofos
Das Dorf Pentalofos (gr.:Πεντάλοφο) ist auf fünf Hügeln erbaut, daher auch die Herkunft des Namens dieser Ortschaft. Die Herkunft der meisten Bewohner soll aus Konstantinopel sein, dem heutigen Istanbul. Das größte Wildgehege in Griechenland befindet sich am Ortsrand. Hirsche, Rehe, Wildschweine, Hasen, Rebhühner und Fasane bevölkern die Wälder rund um Pentalofos und sind auch Bestandteil des Geheges. Daher ist der Ort vor allem von Jägern sehr beliebt, wobei strenge Jagdauflagen herrschen, um das Biotop und die Arten nicht zu gefährden, sondern eher zur Erhaltung der Flora und Fauna beizutragen. Ein Teil des Wildgeheges ist für Besucher geöffnet und bietet neben einer Aussichtsplattform zur Beobachtung der Wildtiere in ihren natürlichen Umgebung, auch Restaurants, Tavernen und Hotels. In Pentalofos wurden aus der spätgriechischen Antike Gräber gefunden, die im Jahr 1993 untersucht wurden. Eines dieser Gräber beinhaltet Grabbeigaben des Bruders des Königs der Odrysen Sitalkis, welches aus der Zeit 445–435 v. Chr. stammt. Die Grabbeigaben des Königsbruders Sparadokos beinhalteten Tetradrachmen, verschiedene Silberne Gegenstände wie auch die sterblichen Überreste des Königsbruders. Die Funde in diesen Gräbern sind wissenschaftlich als wertvoll einzustufen, weil diese beweisen, dass die Thraker in der Zeit als die Athener den Parthenon bauten, die griechische Sprache kommunizierten, und mit der griechischen Schrift vertraut waren. Ebenfalls zeugen die Funde, dass die Thrakischen Stämme mit weiteren Stadtstaaten der Antike, Handel trieben und wirtschaftlich wie kulturell eng verbunden waren.

## Geschichte

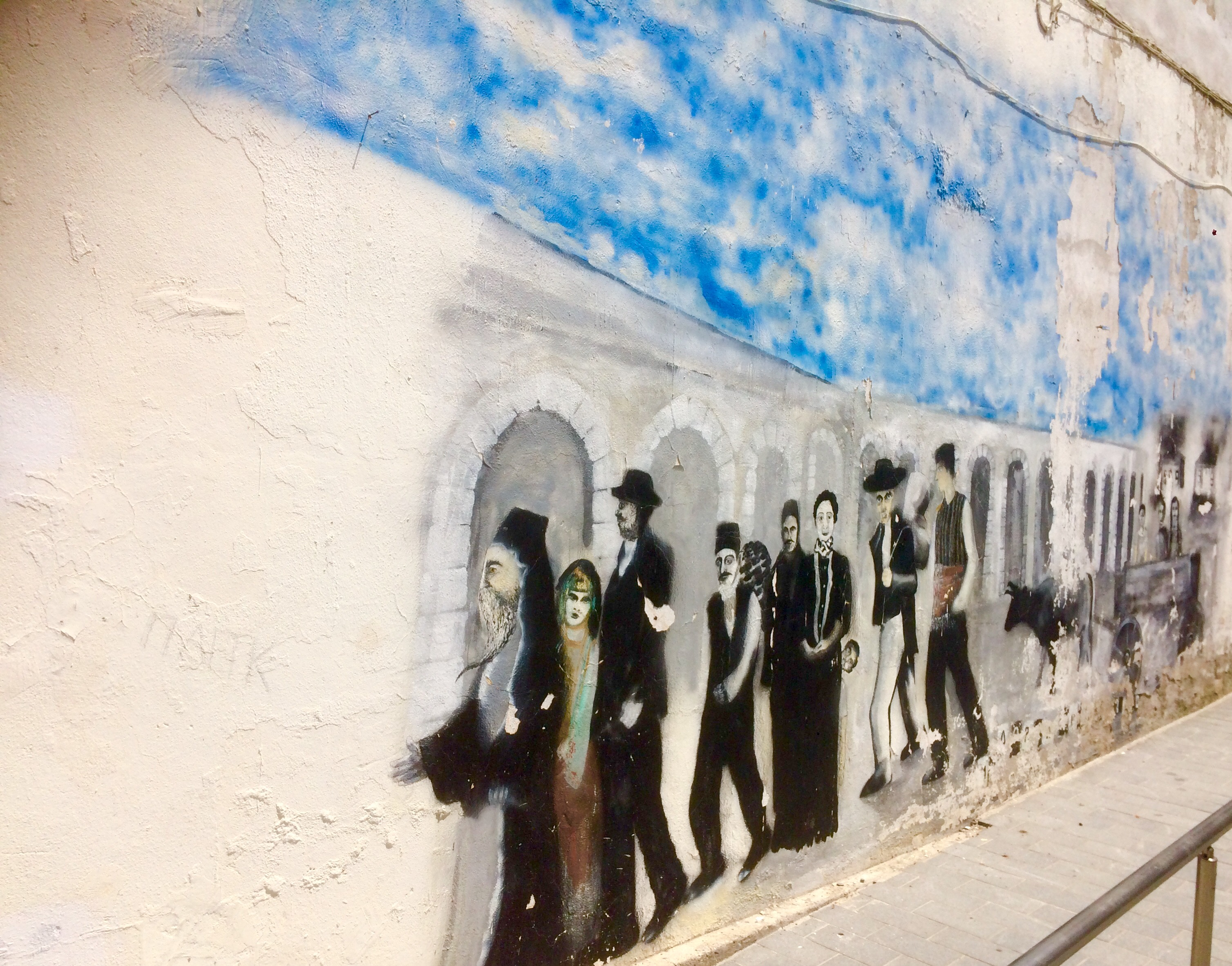
Graffiti im Stadtzentrum zeigt die Vertreibung der Bürger aus Adrianopel und Umgebung (2017)

Orestiada ist eine moderne und junge Stadt. Sie wurde erst 1923 anlässlich des Bevölkerungsaustausches zwischen Griechenland und der Türkei nach Plänen des Architekten Spyros Dasios gegründet. An der gleichen Stelle gab es bereits zuvor seit der Antike eine kleine Siedlung. Die Stadt erhielt ihren Namen in Anlehnung an das antike Orestiada, dem späteren Adrianopel, das in osmanischer Zeit Edirne genannt wurde.
Seit etwa 1360 gehörte Edirne ununterbrochen zum Osmanischen Reich zunächst bis 1912, ehe es während des Ersten Balkankrieges von bulgarischen Truppen besetzt und zunächst an Bulgarien abgetreten wurde. Im Ergebnis des Zweiten Balkankrieges erhielten die Osmanen 1913 die Stadt zwar noch einmal zurück, traten sie aber 1915 endgültig an Bulgarien ab, um Bulgarien an der Seite der Mittelmächte zum Eintritt in den Ersten Weltkrieg zu bewegen. Nach der Niederlage der Mittelmächte musste Bulgarien 1919 schließlich West-Thrakien samt Orestiada an Griechenland abtreten.
Orestiada und die Präfektur Evros blieben als Enklave auch griechisch während des Zweiten Weltkriegs, obwohl die westlich des Evros gelegenen Gebiete Thrakiens 1941–44 wieder von Bulgarien annektiert worden waren, da es im Gegensatz zum bulgarisch besetzten West-Thrakien und Ostmakedonien unter deutscher Militärverwaltung stand.

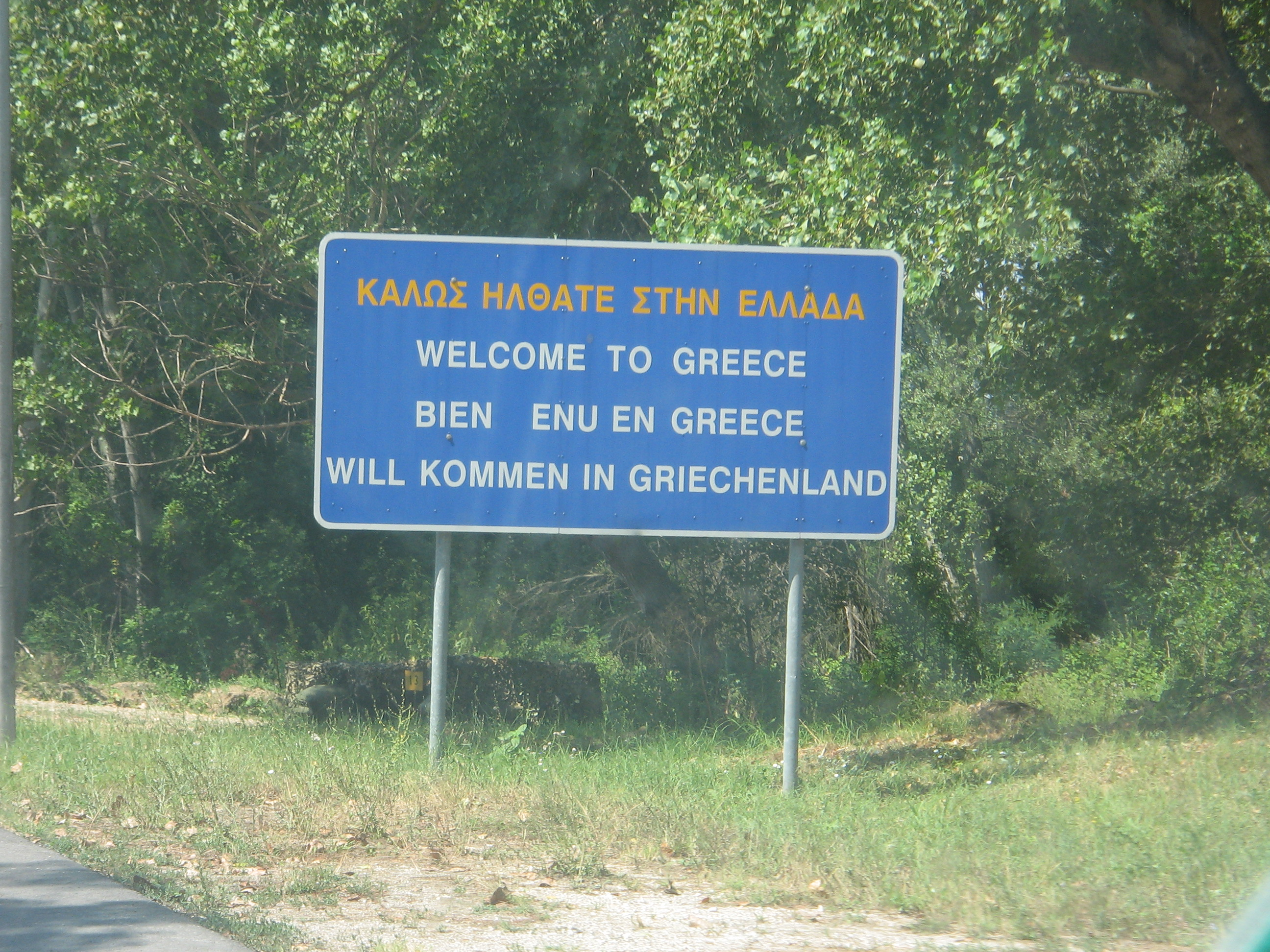
Willkommensschild am Grenzübergang Kastanies

Über den Grenzfluss, auch im Gebiet von Orestiada, gab es in den letzten Jahren beträchtliche illegale Migration. 2009 gab es 4000 Grenzübertritte, 2010 bereits 50.000. Dabei kam es mehrfach zu Todesfällen. Seit 2009 findet ein Einsatz der europäischen Grenzschutzagentur Frontex statt. 2011 wurde der Bau eines Wassergrabens begonnen, der den Flüchtlingsstrom eindämmen soll. Im Dezember 2012 wurde ein Grenzzaun am Evros fertiggestellt. Die Mittel hierfür brachte der griechische Staat selbst auf. Seit der Fertigstellung des Zauns ist die Rate der illegalen Grenzüberschreitungen am Evros-Gebiet auf beinahe 0 gesunken.
Im März 2020 rückte der Grenzübergang in Kastanies durch den Versuch mehrerer hundert Flüchtlingen illegal ins Land einzudringen, ins Zentrum des weltweiten Interesses. Die griechische Regierung hat daraufhin die Grenze zur Türkei durch Stacheldraht, Wärmebildkameras und Personal auf die gesamte Länge hin aufgerüstet.

## Bildung und Kultur

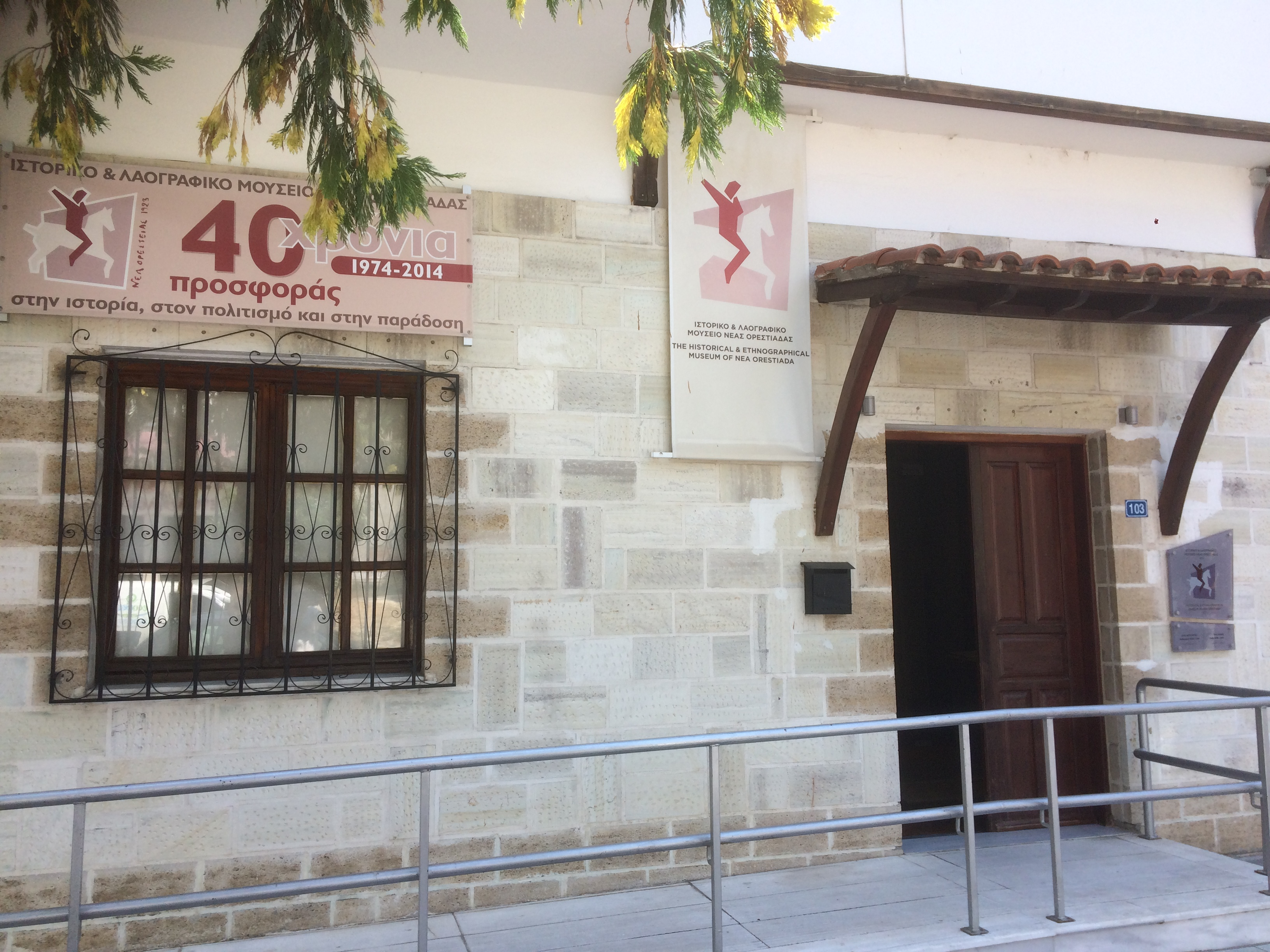
Der Eingang zum Volkskundemuseum von Orestiada

Im Jahre 1999 wurde eine Fakultät für Ländliche Entwicklung sowie eine Fakultät für Forstwissenschaften, Umweltmanagement und natürliche Ressourcen der Demokrit-Universität Thrakien angesiedelt. Die Stadt wurde damit der vierte Standort der Universität.
Das im Juli/August jährlich stattfindende Jugend, Kultur und Musikfestival Ardas findet am gleichnamigen Fluss statt und ist landesweit bekannt.
In der Stadt gibt es ein Volkskundemuseum worin traditionelle Trachten, alte landwirtschaftliche Gerätschaften und antike Gegenstände der Griechen aus der Region des heutigen Edirne und der ersten Siedler von Orestiada ausgestellt sind. Das Museum wurde 1974 erbaut und beherbergt ebenfalls das erste Evangelium, welches in türkischer Schrift gedruckt wurde. Dieses erste Evangelium in türkischer Sprache wurde in Zürich gedruckt und ist eines der Schätze des Museums. Das Jahr 2017 wurde als das Jahr des Karatheodori (Κωνσταντίνος Καραθεοδωρή) ausgerufen. Die Stadt und die Region feiert den berühmten und aus Nea Vyssa stammenden Mathematiker Konstantinos Karatheodori, durch verschiedene Veranstaltungen, wie Lesungen zu der Geschichte des Wissenschaftlers und Ausstellungen diverser Werke und Fotos.

## Verkehr

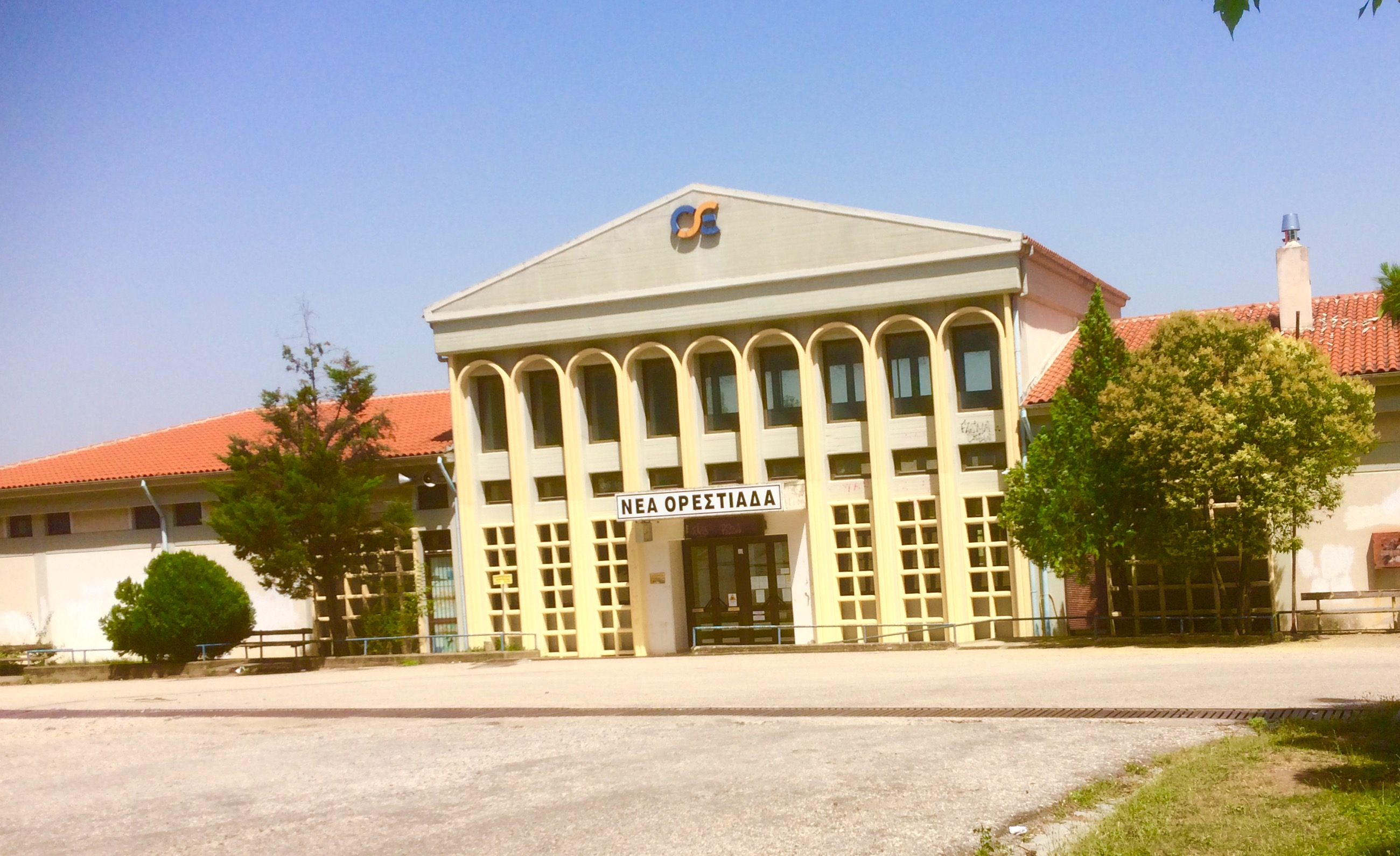
Der Bahnhof von Orestiada (2017)

### Straßenverkehr
Hauptverkehrsweg ist die Nationalstraße 51, die Orestiada mit Didymoticho im Süden verbindet. Der zentrale Busbahnhof (KTEL) im Zentrum der Stadt verbindet die Stadt und die von ihr nördlich liegenden Gemeinden täglich mit Alexandroupolis und Thessaloniki. Die Route der städtischen Buslinie startet vom Vorort Pyrgos und endet an der staatlichen Zuckerfabrik und umgekehrt. Es werden sechs Fahrten am Tag angeboten. Fahrradwege sind in der Stadt angelegt und sollen vor allem Schülern und Studenten für die Wege zu den jeweiligen Einrichtungen zur Verfügung stehen.

### Eisenbahn
Der Bahnhof von Orestiada liegt an der historischen Bahnstrecke İstanbul Sirkeci–Swilengrad. Seit 1971 gibt es eine parallele Bahnstrecke, die ausschließlich über türkisches Staatsgebiet führt, so dass der Bahnhof von Orestiada heute nur noch von regionalem Verkehr berührt wird.

## Wirtschaft

### Landwirtschaft
Das Gebiet um Orestiada ist eines der fruchtbarsten und landwirtschaftlich produktivsten Gebiete Griechenlands. Hier werden Mais, Kartoffeln und Wassermelonen angebaut. Außerhalb der Stadt liegt eine Zuckerfabrik, die Zuckerrüben aus der Umgebung verarbeitet. Im Zuge der Finanzkrise war deren Betrieb 2014 bis 2016 eingestellt. Die Produktion von Zucker wurde 2017 wieder aufgenommen.

### Industrie
An der ersten Ausfahrt der Nationalstraße zu Orestiada, von Didymoticho kommend, befindet sich am Ortseingang das größte Gewerbegebiet der Stadt.
Am Stadtrand hat sich 2011 die Green Cola Company Hellas niedergelassen. Sie produziert eine zuckerfreie und mit Stevia gesüßte Cola. Beworben wird das Produkt mit seiner geringen Kalorienanzahl. Der Betrieb besitzt die Markenrechte und hat seinen Hauptsitz in Orestiada. Die Firma ist auf Expansionskurs und schafft damit Arbeitsplätze, wichtig für die Region.

### Medien
Orestiada besitzt einen eigenen lokalen Fernseh-Sender, der lokale Nachrichtenmagazine bietet und über kulturelle Veranstaltungen berichtet. Für die Berichterstattung aus dem nördlichen Ewros betreibt der staatliche Fernsehsender ERT in Orestiada eine Nebenstelle.
In Orestiada befindet sich auch der nördlichste Radiosender Griechenlands, Radio Evros.

### Einzelhandel
Die griechische Diaspora belebt in den Sommermonaten das Geschäft der Kaufleute von Orestiada und leistet somit einen Beitrag zur wirtschaftlichen Entwicklung der Stadt.

## Parks und Plätze

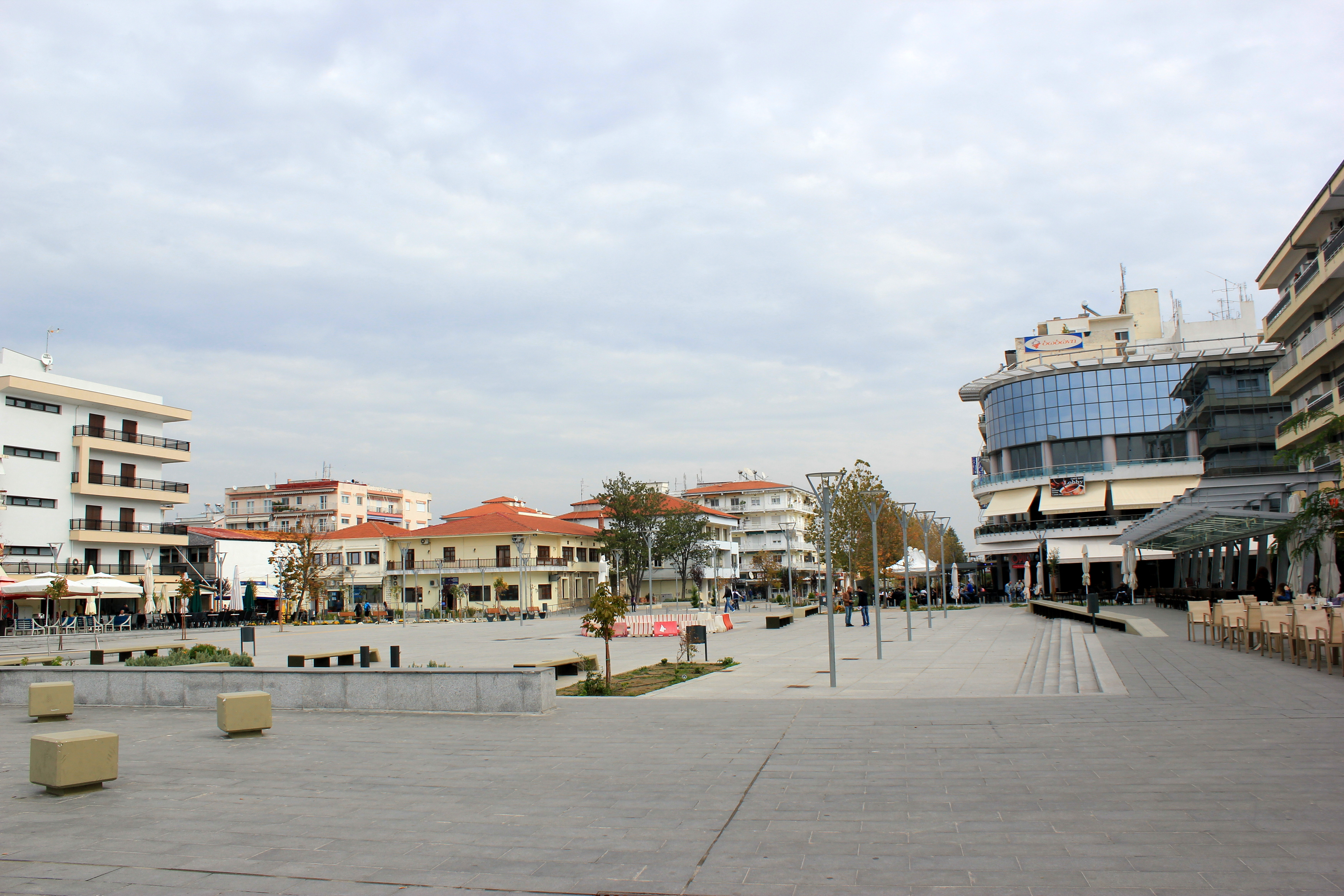
Platz im Stadtzentrum aus der Konstantinoupoleos Straße fotografiert

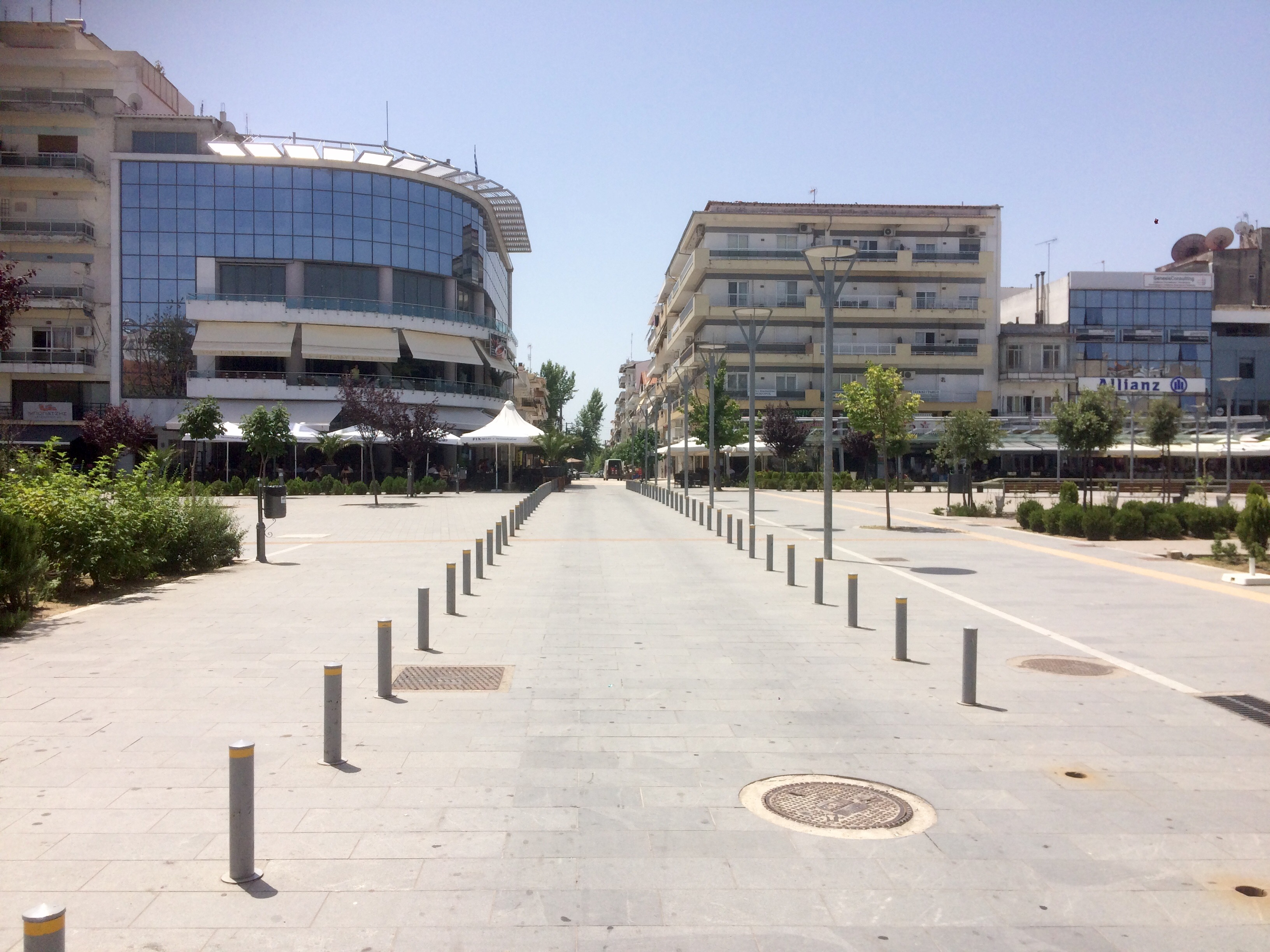
Die Athanasiou Pantazidou Straße im Stadtzentrum (2017)

In der Stadt gibt es einen zweispurigen Boulevard sowie einen geräumigen Platz. 2014 wurde er zu einer großen Fußgängerzone erweitert und umgebaut. Um dieses neue Zentrum herum wurden Bäume gepflanzt und ein Boden-Springbrunnen verbaut, der abends beleuchtet wird. Am Rand des Platzes gibt es Cafés, Schnellrestaurants, Bars und Bäckereien. Damit erstreckt sich das Zentrum bis zum Bahnhof am östlichsten Punkt der Stadt und mündet dort in die Parkanlagen Alsos, Andrianopoleos und den Thrakienpark. Im Thrakienpark liegt ein kleines Freilufttheater, das in den warmen Monaten bespielt wird. Eine weitere Parkanlage liegt an der entgegensetzten Stadtgrenze, der Nea Helvetia Park.

## Sport
Die Stadt hat eine Volleyballmannschaft: die A.O. Orestiada. Die Region und die Mannschaft brachten in den 1980er und 1990er Jahren große Talente und Nationalspieler hervor, welche später in den großen Klubs in Athen und Thessaloniki spielten. Die Mannschaft gewann in diesen Jahrzehnten viele Jugend-Meisterschaften in Griechenland und brachte damit eines der größten Talente des griechischen Volleyballsports heraus: Nikos Samaras. Nach seinem plötzlichen Tod im Januar 2013 wurden sowohl die Volleyballarena der Stadt als auch ein Turnier des griechischen Volleyballverbandes nach ihm benannt. A.O. Orestiada hat auch eine Fußballabteilung, welche Jugendliche und Kinder organisiert, aus denen auch schon Nationalspieler hervorgegangen sind, wie der Europameister von 2004, Stylianos Venetidis.
Eine weitere geschätzte Sportlerin der Stadt ist die Bronzemedaillengewinnerin Morpho Drosidou, welche in den Olympischen Spielen von Barcelona 1992 im Taekwondo auf das Treppchen steigen durfte. Drosidou stammt aus Neochori, einem Ort des Kreises Orestiada.
In der Stadt gibt es einen Tennisclub der einen Spiel- und Trainingsplatz mit vier Tenniscourts besitzt. Im Juni 2017 fand das erste Junior Tennis Tournament statt. Das Turnier war international besetzt unter anderem mit dem Tenis Club Orfey Kardzhali aus Bulgarien und Luleburgaz Tenis Spor aus der Türkei. Weitere Teilnehmer waren die Tennisclubs aus Alexandroupolis und Soufli. Das städtische Stadion, in dem der Fußballklub und weitere Mannschaften wie die des Bogenschießens und der Leichtathletik ihre Aktivitäten nachgehen, wurde im Jahr 1969 erbaut und ist bis heute der zentrale Anlaufpunkt für Sport und Festspiele, sowie Schulmeisterschaften. Die städtische Sportarena Nikolaos Samaras, welche im Jahr 1985 erbaut wurde, beherbergt stattdessen alle weiteren Sportarten, welche nicht im Freien ausgeübt werden, und beherbergt die örtlichen Klubs, wie den Tae Kwan Do Verein und den Volleyballklub.

## Städtepartnerschaft
Orestiada unterhält seit 1994 eine Städtepartnerschaft mit der deutschen Stadt Siegburg. In der Stadt wurde, dies zu Ehren, eine Straße nach der Stadt Siegburg benannt.

## Persönlichkeiten

### Zeittafel der Oberbürgermeister und Bürgermeister
|     | Oberbürgermeister          | Legislatur  |
| --- | -------------------------- | ----------- |
| 1.  | Stefanos Dimitrios         | 1923 - 1924 |
| 2.  | Dimitrios Zoupidis         | 1924        |
| 3.  | Ioannis Thalassinos        | 1924 - 1926 |
| /   | Bürgermeister der Gemeinde | 1927 - 1945 |
| 4.  | Apostolos Chatzichristou   | 1946 - 1948 |
| 5.  | Athanassios Samouridis (2) | 1948 - 1950 |
| 6.  | Evangelos Rozakeas         | 1950 - 1951 |
| 7.  | Athanassios Pantazidis (2) | 1951 - 1957 |
| 8.  | Vassilios Chatzinikolaou   | 1957 - 1974 |
| 9.  | Dimitrios Tselikas         | 1975 - 1978 |
| 10. | Nikolaos Evangelou         | 1979 - 1986 |
| 11. | Warsamakis Warsamakidis    | 1987 - 1996 |
| 12. | Anastasios Anagnostou      | 1996 - 1998 |
| 13. | Angelos Papaioannou        | 1999 - 2002 |
| 14. | Grigoris Tzotzolas         | 2003 - 2006 |
| 15. | Dimitrios Mouzas           | 2007 -2014  |
| 16. | Vassilios Mavridis         | seit 2014   |

|    | Bürgermeister der Gemeinde  | Legislatur  |
| -- | --------------------------- | ----------- |
| 1. | Panagiotis Philimbelis      | 1927 - 1928 |
| 2. | Athanassios Pantazidis (1)  | 1928 - 1935 |
| 3. | Athanassios Samouridis (1)  | 1935 - 1936 |
| 4. | Ioannis Stamatopoulos       | 1936 - 1937 |
| 5. | Konstantinos Perentidis (1) | 1937        |
| 6. | Georgios Chatzikonstantis   | 1937 - 1941 |
| 7. | Emmanuel Doukidis           | 1941 - 1942 |
| 8. | Christos Papaioannou        | 1942 - 1944 |
| 9. | Konstantinos Perentidis (2) | 1944 - 1945 |

### Persönlichkeiten der Stadt
- Spiros Dasios war ein Jurist und der Hauptverantwortliche Planungsarchitekt der neuen Stadt.
- Nikephoros Bryennios um 1081 in Orestiada bei Adrianopel geboren, war ein byzantinischer Militär und Politiker sowie Ehemann der Kaisertochter Anna Komnena.

- Polikarpos Varvakis war der erste Metropolit von Orestiada von 1923 bis 1931.

- Georgios Pappas der Führers einer Rebellengruppe im Fürstentum Moldau stammt aus Orestiada.
- Stylianos Venetidis wurde mit der griechischen Nationalmannschaft Europameister 2004 und wurde in Orestiada geboren.

- Nikos Samaras (1970 - 2013) war eine nationale Volleyballlegende der in Orestiada geboren wurde.
- Petros Polichronidis ist ein Entertainer und Moderator verschiedener TV-Formate im griechischen Fernsehen, und Inhaber der einzigen Griechischen Wrestling-Liga ZMAK Wrestling, stammt aus dem Ort Nea Vyssa.[14]

### Familien der Stadt
- Die politisch aktive Familie Chatzinikolaou, die durch den Journalisten und Nachrichtensprecher Nikos Chatzinikolaou berühmt wurde, stammt aus der Stadt.
- Die Familie Karatheodori, eine phanariotische Diplomatenfamilie, aus denen der berühmte Mathematiker Konstantinos Karatheodoris (1873–1950) und der Philosoph und Literat Stephanos Karatheodoris (1789–1867) stammen, kamen aus dem heutigen Ort Nea Vyssa von Orestiada.

### Ehrenbürger
- Jean-Claude Juncker (* 1954), ehemaliger Präsident der EU-Kommission.
- Frangoulis Frankos, Generalstabschef a. D. und ehemaliger Verteidigungsminister der Übergangsregierung von Panagiotis Pikrammenos.